# Lame (coutellerie)
Pour les articles homonymes, voir lame.

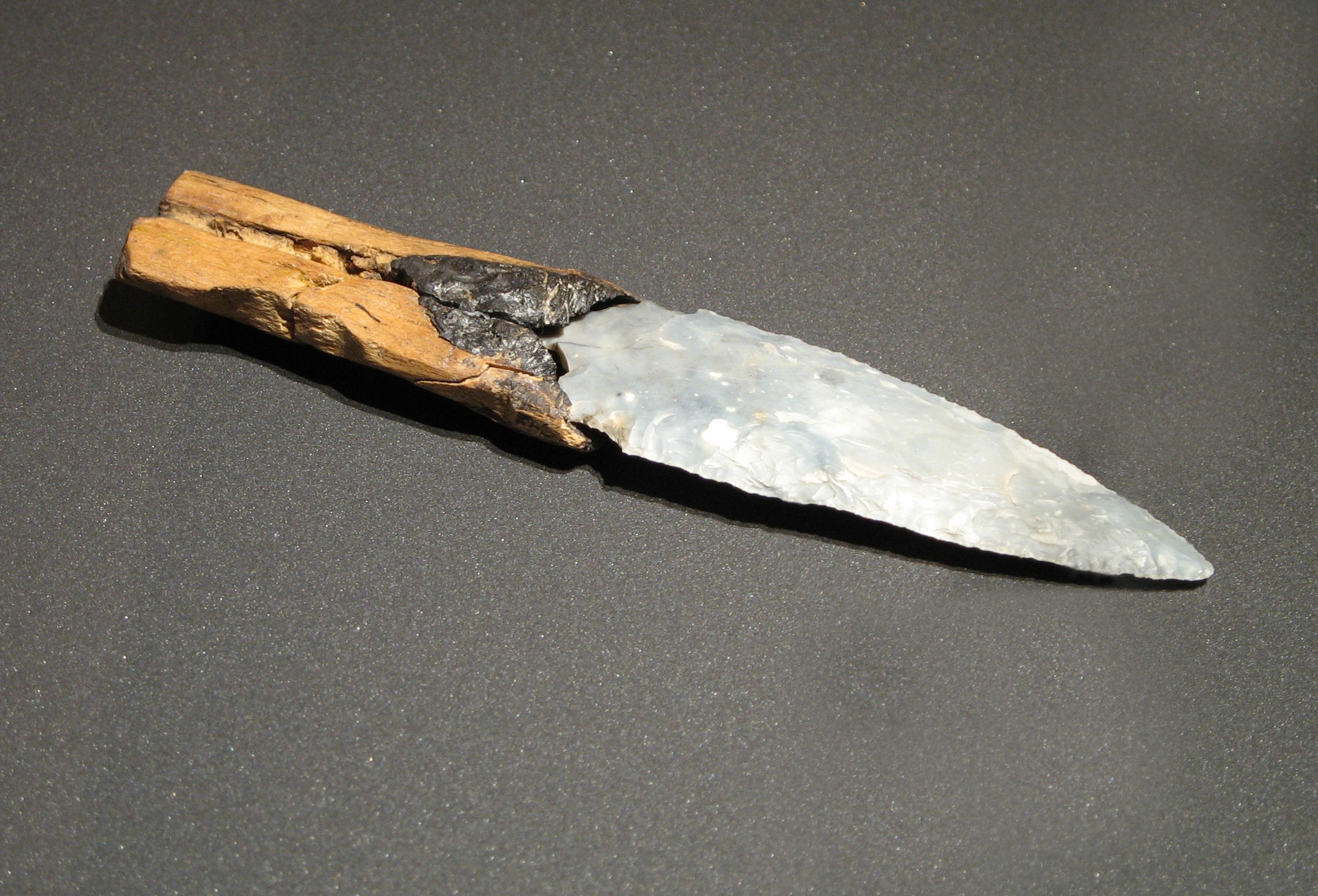
Un couteau en silex.

Une lame est la partie coupante d'un couteau, plus généralement d'une arme blanche ou de tout outil à vocation de découpe.
Une lame tranchante comporte une arête vive appelée « fil » : le fil est la partie qui pénètre en premier dans la matière que l'on coupe ; c'est lui qui va supporter la pression de coupe et effectivement rompre la matière à couper. Une « lame à double tranchant » comporte ainsi deux fils, un à chaque extrémité de lame.

## Description

### Profil
Une lame peut être de type monoface ou biface. Attention, une lame biface n'est pas forcément une lame à double tranchant : il s'agit d'une lame pour laquelle les deux faces du tranchant ont été travaillées de sorte qu'il y ait une symétrie.

#### Profils biface

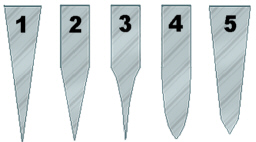
Les différents profils d'une lame. Ces descriptions sont celles du tranchant, c'est-à-dire du fil, et non de la pointe :
1. profil plat (ou en V)
2. profil sabre
3. profil creux
4. profil convexe (ou bombé)
5. profil double.

Les tranchants varient selon les usages prévus de la lame, les deux caractéristiques s'opposant étant la résilience et le tranchant :
- le profil creux est par exemple celui des rasoirs « coupe choux » (plus ou moins creux, l'étendue du creux pour ceux-ci est notée en huitièmes de la hauteur de la lame) ;
- le profil convexe est le plus résistant mécaniquement à qualité d'acier égale ; il est idéal pour les haches, d'autant que son coefficient de pénétration est très bon. Par exemple, pour fendre du bois, la surface de contact étant faible (seule la partie la plus externe du tranchant convexe est en contact avec le matériau tranché), la dépense d'énergie est moindre. En revanche, dans ce cas précis, le profil double aurait bien plus tendance à se bloquer dans le matériau tranché ou fendu.

## Matériau
L'acier est probablement le matériau le plus utilisé de nos jours pour la création de lames à l'échelle industrielle.

### Acier
Bien que l'acier soit par définition un alliage de carbone et de fer, il arrive parfois de rencontrer l'expression d'acier au carbone en coutellerie : il désigne des aciers qui ont une teneur relativement élevée en carbone (plus de 0,1 %). Les impératifs de dureté d'un couteau impliquent généralement pour leur fabrication des aciers dits durs (entre 0,6 % et 0,75 % de carbone), voire plus rarement extra-durs (entre 0,75 % et 1,2 %).[réf. nécessaire]
Les aciers ont beaucoup d'avantages (ils s'aiguisent aisément, permettent un bon pouvoir de coupe, etc.). Néanmoins, ils s'oxydent assez facilement, et demandent donc un certain entretien.

### Aciers inoxydables
Un acier est dit inoxydable s’il contient au minimum 10.5 % en masse de chrome. Outre le carbone et le chrome, une lame en acier inoxydable peut parfois être un alliage composé des éléments suivants :
- Azote
- Bore
- Cobalt
- Cuivre
- Manganèse
- Molybdène
- Nickel
- Phosphore
- Silicium
- Soufre
- Titane
- Vanadium
- Tungstène

### Matériaux non ferreux
On peut faire appel à différents matériaux de base autres que l'acier pour la conception d'une lame :
- Céramique
- Obsidienne
- Os
- Silex
- Titane

## Différents types de lames
Les différents types de lames, abstraction faite de l'éventuelle denture (n'est considérée ici que la pointe à proprement parler) :

Différents types de lames.

1. probablement le type de lame le plus courant. Une lame normale, à dos plat, pouvant servir pour couper ou transpercer ;
2. une lame de type trailing-point, optimisée pour le découpage en tranches ;
3. une lame de type clip-point. Différentes variations autour du modèle du dessin existent, au trait souvent moins marqué pour les couteaux, ce schéma rappelant plutôt la lame de certains types de sabres, qui suivent mieux cette modélisation. Le couteau Bowie est un exemple assez connu de ce type de couteaux ;
4. une lame de type drop-point, caractérisée par sa forme convexe, qui consomme donc une partie du dos de la lame.
5. une lame de type spear-point ;
6. une lame de type needle-point ;
7. une lame de type spay-point ;
8. l'adaptation dite occidentale du Tantō, qui dans sa version d'origine ne présente normalement pas d'inclinaison au niveau du dos, et pour lequel la lame angulaire est caractéristique, bien que non systématique (exemple du Kaiken japonais).
9. une lame de type pied de mouton ;
10. une lame de type Wharncliffe ;
11. et 12. un ulu, un couteau inuit.